# Hugold von Schleinitz
Hugold von Schleinitz, auch Hugolt o. ä. (* um 1443; † 19. Januar 1490 auf Burg Kriebstein), war Obermarschall und Rat der sächsischen Wettiner.

## Leben und Wirken
Hugold stammte aus dem sächsischen Adelsgeschlecht von Schleinitz aus Schleinitz. Er trat in den Dienst des sächsischen Kurfürsten Ernst von Sachsen und dessen Bruder Herzog Albrecht, die bis zur Leipziger Teilung 1485 gemeinsam regierten und ihn zu ihren Obermarschall und Rat ernannten. Außerdem war Schleinitz Vorsitzender des Hofgerichts „unter dem roten Turm zu Meißen“.
1481 war er am Erwerb der Burg Tollenstein und der Herrschaft Schluckenau beteiligt.
Am Ende seines Lebens fiel Schleinitz bei den beiden Wettinern aufgrund seines Eingreifens bei der Leipziger Teilung in Ungnade und zog sich auf seine Burg Kriebstein zurück, wo er im Januar 1490 starb.